# Durlești
Durlești – miasto w Mołdawii, liczy około 19,8 tys. mieszkańców (1 stycznia 2014), w sąsiedztwie Kiszyniowa. Ośrodek przemysłu spożywczego.